# Centro de Estudios Sefardíes de Caracas
El Centro de Estudios Sefardíes de Caracas (CESC) es una institución cultural adscrita a la Asociación Israelita de Venezuela (AIV), ente que agrupa a la comunidad judía sefaradí del país. La idea principal detrás de la creación de este instituto es la protección, promoción e investigación de la herencia sefardí en Venezuela y en toda América Latina en general. EL CESC fue creado el 9 de junio de 1980, si bien inició formalmente sus actividades el 1° de junio de 1982 como iniciativa del Dr. Moisés Garzón Serfaty.

## Actividades
El CESC realiza diferentes actividades en pro del rescate y divulgación de la cultura sefardí, como por ejemplo, la publicación trimestral (iniciada en 1970 por la AIV) de la revista "Maguén-Escudo", en la cual se promociona y difunde la herencia sefardí de la región; la edición y publicación de este órgano es efectuada en conjunto con la Asociación Israelita de Venezuela. Además de esto, el CESC organiza y patrocina periódicamente concursos literarios, seminarios, talleres y simposios sobre temas pertinentes y de actualidad de la historia y de la cultura sefardí, algunos de estos eventos, como la Semana Sefardí de Caracas, efectuada en conjunto con las embajadas de España, Israel, Marruecos y Bulgaria en Caracas, países en los que la comunidad sefardí ha tenido una historia y trayectoria notable. En el año 2009 se firmó un convenio entre el Centro de Estudios Sefardíes de Caracas, la Fundación para la Preservación del Patrimonio Hebreo de Falcón y la Constructora Sambil para restaurar el Cementerio Judío de Coro, el cementerio judío más antiguo de las Américas aún en uso. El Museo Sefardí de Caracas "Morris E. Curiel", otra institución perteneciente a la comunidad judía de Venezuela, fue creado en el año 1999 por iniciativa del CESC y la Asociación Israelita de Venezuela.

## Directores
- Jacob Carciente (1982-2000)
- Moisés Garzón Serfaty (2000-2005)
- Abraham Levy Benshimol (2005-2007)
- Amram Cohen Pariente (2007-2009)
- Miriam Harrar[4] (2009 -2023 )
- Abraham Levy Benshimol (2023 - )